# Campeonato Sergipano de Futebol de 2017
O Campeonato Sergipano de Futebol de 2017 foi a 94º edição da divisão principal do campeonato estadual de Sergipe, cujo nome oficial será Sergipão GBarbosa 2017 por motivos de patrocínio. O campeão e o vice garantem vagas na Copa do Brasil de 2018, Copa do Nordeste de 2018 e Série D de 2018 exceto o Confiança que joga a Série C de 2017.
Dez clubes participaram do torneio: os dois times tradicionais da capital Aracaju, o Confiança e o Sergipe (campeão estadual no ano anterior); o Itabaiana da cidade de homônima; Estanciano e Boca Júnior de Estância; além de Dorense, Lagarto, Amadense, Frei Paulistano e Botafogo-SE Campeão e Vice da Série A2 de 2016 respectivamente.

## Transmissão
Algumas das principais partidas do torneio serão transmitidas pela TV e internet pelo canal Esporte Interativo e aos sábados pela TV Atalaia além das transmissões on-line através do Facebook feitas pelo Canal Ataque. Além das emissoras de rádio do estado de Sergipe, Rádio Jornal, Radio Cultura de Sergipe, Radio Liberdade.[carece de fontes?]

## Regulamento
O Campeonato Sergipano de Futebol Profissional da Série A-1 de 2016 foi disputado em três fases:
- a) 1ª Fase – Classificatória
- b) 2ª Fase – Hexagonal e Torneio da Morte
- c) 3ª Fase – Final

Na primeira fase, Classificatória, as equipes jogaram entre si partida somente de ida. Classificaram-se para o hexagonal (segunda fase) as seis primeiras colocadas em número de pontos, e as quatro últimas disputaram o Torneio da Morte, que define os rebaixados para a Série A2 de 2017. No Hexagonal, as seis melhores da fase anterior jogaram entre si no sistema de ida e volta, totalizando dez rodadas. Os dois clubes que mais pontuaram se qualificaram para a final. O Torneio da Morte consistiu de um quadrangular (em jogos de ida e volta) no qual os dois piores foram rebaixados para a Série A-2 de 2017. A Grande Final foi disputada em duas partidas, nas quais o melhor colocado no hexagonal teve a vantagem de dois resultados iguais.

### Critério de desempate
Os critério de desempate foram aplicados na seguinte ordem:
1. Maior número de vitórias
2. Maior saldo de gols
3. Maior número de gols pró (marcados)
4. Maior número de gols contra (sofridos)
5. Confronto direto
6. Sorteio

## Primeira Fase

### Classificação
| Pos | Equipes        | Pts | J | V | E | D | GP | GC | SG  | Zona de classificação          |
| --- | -------------- | --- | - | - | - | - | -- | -- | --- | ------------------------------ |
| 1   | Confiança      | 23  | 9 | 7 | 2 | 0 | 16 | 4  | +12 | Classificados para o Hexagonal |
| 2   | Sergipe        | 20  | 9 | 6 | 2 | 1 | 22 | 5  | +17 | Classificados para o Hexagonal |
| 3   | Itabaiana      | 20  | 9 | 6 | 2 | 1 | 12 | 3  | +9  | Classificados para o Hexagonal |
| 4   | Amadense       | 14  | 9 | 4 | 2 | 3 | 10 | 12 | -2  | Classificados para o Hexagonal |
| 5   | Boca Júnior    | 13  | 9 | 4 | 1 | 4 | 8  | 7  | +1  | Classificados para o Hexagonal |
| 6   | Freipaulistano | 11  | 9 | 3 | 2 | 4 | 7  | 10 | -3  | Classificados para o Hexagonal |
| 7   | Estanciano     | 8   | 9 | 2 | 2 | 5 | 9  | 13 | -4  | Torneio da Morte               |
| 8   | Botafogo-SE    | 6   | 9 | 2 | 0 | 7 | 6  | 19 | -13 | Torneio da Morte               |
| 9   | Dorense        | 6   | 9 | 1 | 3 | 5 | 5  | 13 | -8  | Torneio da Morte               |
| 10  | Lagarto        | 5   | 9 | 1 | 2 | 6 | 5  | 14 | -9  | Torneio da Morte               |

| Pos | 1ª  | 2ª  | 3ª  | 4ª  | 5ª  | 6ª  | 7ª  | 8ª  | 9ª  |
| --- | --- | --- | --- | --- | --- | --- | --- | --- | --- |
| 1   | SER | CON | SER | SER | SER | CON | CON | CON | CON |
| 2   | CON | ITA | CON | ITA | CON | ITA | ITA | SER | SER |
| 3   | ITA | SER | ITA | CON | ITA | SER | SER | ITA | ITA |
| 4   | AMA | EST | BOC | BOC | BOC | FRE | AMA | FRE | AMA |
| 5   | FRE | AMA | EST | DOR | FRE | AMA | FRE | AMA | BOC |
| 6   | BOC | FRE | DOR | EST | BOT | BOC | BOC | BOC | FRE |
| 7   | EST | BOC | BOT | FRE | AMA | BOT | BOT | EST | EST |
| 8   | LAG | LAG | AMA | BOT | DOR | DOR | DOR | BOT | BOT |
| 9   | BOT | DOR | FRE | AMA | EST | EST | EST | DOR | DOR |
| 10  | DOR | BOT | LAG | LAG | LAG | LAG | LAG | LAG | LAG |

|  |                                |
|  | Classificados para o Hexagonal |
|  | Torneio da Morte               |

## Segunda fase

### Hexagonal
| Pos | Times          | Pts | J  | V | E | D | GP | GC | SG  | Zona de classificação      |
| --- | -------------- | --- | -- | - | - | - | -- | -- | --- | -------------------------- |
| 1   | Itabaiana      | 25  | 10 | 8 | 1 | 1 | 24 | 9  | +15 | Classificados para a Final |
| 2   | Confiança      | 20  | 10 | 6 | 2 | 2 | 20 | 14 | +6  | Classificados para a Final |
| 3   | Sergipe        | 15  | 10 | 4 | 3 | 3 | 14 | 13 | +1  | Eliminados no Hexagonal    |
| 4   | Boca Júnior    | 10  | 10 | 3 | 1 | 6 | 19 | 17 | +2  | Eliminados no Hexagonal    |
| 5   | Amadense       | 8   | 10 | 2 | 2 | 6 | 12 | 21 | -9  | Eliminados no Hexagonal    |
| 6   | Freipaulistano | 6   | 10 | 1 | 3 | 6 | 11 | 26 | -15 | Eliminados no Hexagonal    |

| Pos | 1ª  | 2ª  | 3ª  | 4ª  | 5ª  | 6ª  | 7ª  | 8ª  | 9ª  | 10ª |
| --- | --- | --- | --- | --- | --- | --- | --- | --- | --- | --- |
| 1   | AMA | ITA | ITA | ITA | ITA | ITA | ITA | ITA | ITA | ITA |
| 2   | ITA | AMA | AMA | BOC | CON | CON | CON | CON | CON | CON |
| 3   | CON | SER | SER | CON | SER | SER | BOC | SER | SER | SER |
| 4   | FRE | FRE | BOC | SER | BOC | BOC | SER | BOC | AMA | AMA |
| 5   | BOC | CON | FRE | AMA | AMA | AMA | AMA | AMA | BOC | BOC |
| 6   | SER | BOC | CON | FRE | FRE | FRE | FRE | FRE | FRE | FRE |

|  |                            |
|  | Classificados para a Final |
|  | Eliminados                 |

### Quadrangular da Permanência
| Pos | Times       | Pts | J | V | E | D | GP | GC | SG  | Zona de classificação              |
| --- | ----------- | --- | - | - | - | - | -- | -- | --- | ---------------------------------- |
| 1   | Dorense     | 13  | 6 | 4 | 1 | 1 | 15 | 3  | +12 | Permanecem para o Sergipão de 2018 |
| 2   | Lagarto     | 11  | 6 | 3 | 2 | 1 | 14 | 5  | +9  | Permanecem para o Sergipão de 2018 |
| 3   | Estanciano  | 10  | 6 | 3 | 1 | 2 | 9  | 8  | +1  | Série A2 de 2018                   |
| 4   | Botafogo-SE | 0   | 6 | 0 | 0 | 6 | 1  | 22 | -21 | Série A2 de 2018                   |

| Pos | 1ª  | 2ª  | 3ª  | 4ª  | 5ª  | 6ª  |
| --- | --- | --- | --- | --- | --- | --- |
| 1   | DOR | EST | DOR | DOR | LAG | DOR |
| 2   | EST | DOR | EST | LAG | DOR | LAG |
| 3   | LAG | LAG | LAG | EST | EST | EST |
| 4   | BOT | BOT | BOT | BOT | BOT | BOT |

|  |                                    |
|  | Classificados para o Sergipão 2018 |
|  | Série A2 de 2018                   |

## Terceira Fase - Final

### Jogo de Ida
| Sábado, 29 de abril | Confiança   | 1 – 1                         | Itabaiana        | Arena Batistão, Aracaju                                                  |
| 16:00               | Éverton 60' | Esporte Interativo TV Atalaia | 48' André Beleza | Público: 6 087 Renda: R$ 136.086,00 Árbitro: SE Eduardo de Santana Nunes |

| Confiança | Itabaiana |

### Jogo de Volta
| Sábado, 6 de maio | Itabaiana | 0 – 1                         | Confiança        | Estádio Etelvino Mendonça, Itabaiana                                                    |
| 16:00             |           | Esporte Interativo TV Atalaia | 72' Thiago Silvy | Público: 6 480 pagantes Renda: R$ 158.860,00 Árbitro: SE Cláudio Francisco Lima e Silva |

| Itabaiana | Confiança |

#### Premiação
| Campeonato Sergipano Série A1 de 2017 |
| Aracaju                               |
| ------------------------------------- |
| Confiança Campeão (21° título)        |

## Classificação geral
- OBS: O Confiança, joga em 2017 o Brasileiro da Série C.

## Maiores públicos
Esses são os dez maiores públicos do Campeonato:
- PP. ^ Considera-se apenas o público pagante

## Menores públicos
Esses são os dez menores públicos do Campeonato:
- PP. ^ Considera-se apenas o público pagante

## Público total e Média de Público
- PP. ^ Considera-se apenas o público pagante